# Selenia postradiata
Selenia postradiata là một loài bướm đêm trong họ Geometridae.